# Герб Первомайского района (Тамбовская область)
Герб муниципального образования Первома́йский район Тамбовской области Российской Федерации
Герб района утверждён решением Первомайского районного Совета народных депутатов от 17 сентября 2004 года № 137.
Герб внесён в Государственный геральдический регистр Российской Федерации под регистрационным номером 1548.

## Описание герба
«В червлёном (красном) поле, золотой колокол, сопровождаемый вверху и по сторонам серебряным платом. Золотая оконечность обременена тремя зелёными остроконечными трилистниками».
Герб Первомайского района, в соответствии с Законом Тамбовской области от 27 марта 2003 года № 108-З «О гербе Тамбовской области» (Статья 4, пункт 5, абзац 2), может воспроизводиться в двух равнодопустимых версиях:
— без вольной части;
— с вольной частью — четырёхугольником, примыкающим изнутри к верхнему и правому — краю герба Первомайского района с воспроизведёнными в нем фигурами из гербового щита области.

## Обоснование символики
Центр района — посёлок Первомайский впервые упоминается как постоялый двор на Астраханском тракте. Здесь путники могли отдохнуть сами и дать отдых своим коням, в напоминание об этом в гербе изображён ямщицкий колокольчик.
Серебряный плат (покров) говорит о том, что в 1888 году была построена церковь Покрова Богородицы, в связи с чем деревня приобрела статус села.
Красный цвет поля герба аллегорически указывает на современное название посёлка и района — Первомайский. В геральдике красный цвет — символ, труда, мужества, красоты.
Зелёные трилистники в золотой оконечности символизируют сельскохозяйственную направленность района. Зелёный цвет в геральдике — символ природы, весны, роста.
Золото — символ плодородия, урожая, богатства.
Серебро в геральдике символизирует совершенство, чистоту, искренность, взаимопонимание.
Герб района разработан Союзом геральдистов России.
Авторская группа создания герба: идея герба — Константин Мочёнов (Химки); художники — Оксана Фефелова (Балашиха), Галина Русанова (Москва); компьютерный дизайн — Галина Русанова; обоснование символики — Кирилл Переходенко (Конаково).

Гербы муниципальных образований Первомайского района
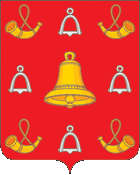
Первомайский поссовет